# 視差

視差（しさ）は、二地点での観測地点の位置の違いにより、対象点が見える方向が異なること、または、その角度差。パララックス (英:parallax)ともいう。
もっぱら
- 視差により距離を測定する
- 視差があることによる問題

という2つの観点から扱われる。

## 視差で距離を測定
視差を使えば、三角測量の原理で、対象点との距離を測定できる。
「視差で距離を測定する」と「三角測量で距離を測定する」は原理は同じだが、2点間の基線距離が対象までの距離より非常に小さく、両点から対象点までの距離の差が問題にならないときに、視差という言葉を使うことが多い。
対象点までの距離は、基線距離を視差（単位ラジアン）で割れば得られる。

### 近距離での視差
人間は無意識のうちに、両眼視差や運動視差で距離を測定し、立体視を得ている。
測距儀は、両眼視差のしくみを応用した機械装置である。

#### 運動視差
運動視差（英: motion parallax）とは視点と対象の相対的運動（移動）により発生する視差である。運動視差は1視点での複数時間における像から発生するため、ヒトの目の場合は単眼視差にあたる。運動視差の大きさは視点と対象の距離に反比例する（近くは大きく、遠くは小さい）。

### 地心視差
地心視差は、視点が地心（地球の中心）から離れていることによる視差である。地球上の異なる2点から、あるいは、1点でも異なる時刻に2回観測すれば、距離が得られる。後者はスケールの大きい運動視差ともいえる。
地球上の1点からの地心視差は1日周期で変動し、これを日周視差という。日周視差は天体が地平線に見えるときに最大となり、これを地平視差という。
地心視差では、太陽系内の天体の距離を測定できる。

### 年周視差

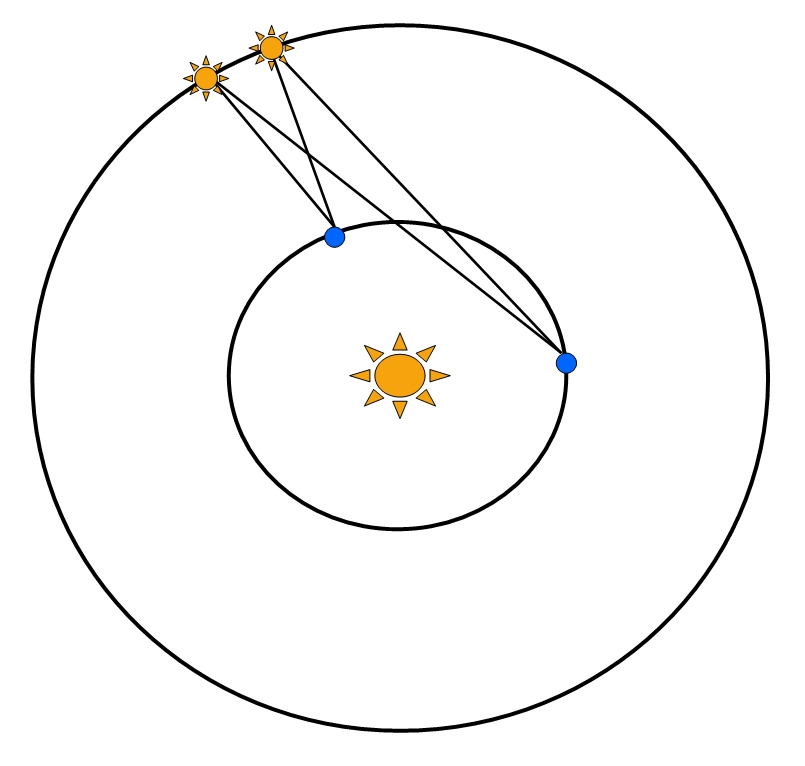
青い点を地球、黄色い点を観察対象物とした場合の年周視差を表現した概要図。

年周視差は、地球が1年の間に公転運動することによる視差である。異なる季節に2回観測することで視差を得られる。
ただし実際には、年周視差はきわめて微小で測定が難しいため、1年から数年にわたって観測を続け、その視差運動が描く楕円の軌跡の長半径を求める。これは1天文単位を基線距離とする視差になる。（年周視差の誤差率は地球の軌道離心率よりずっと大きいので、地球軌道は円とみなす）
年周視差では、太陽系外の天体の距離を測定する。

### 距離の指標としての視差
基線距離について合意があれば、距離は視差だけで決まる（反比例する）ので、あえて距離に換算せずとも、視差を表せば距離を表したことになる。
太陽系内の天体には地球の赤道半径、太陽系外の天体には地球の軌道長半径（いずれも直径ではなく半径）を基線距離とする。
距離を視差で表すメリットとして、誤差がわかりやすいということがある。たとえば、1000ミリ秒、100ミリ秒という年周視差が誤差10ミリ秒で求まった場合、視差で表せば1000±10ミリ秒、100±10ミリ秒だが、距離で表せば1±0.01パーセク、10±1パーセクとなり、同じ精度で観測したはずなのに誤差が大きく異なる。さらに相対誤差が大きく、10±10ミリ秒や5±10ミリ秒などとなった場合には、距離の誤差はa±bの形ではうまく表せない。
視差を距離に換算しないにとどまらず、視差以外の方法で得られた距離も視差に換算することがある。たとえば、スペクトル型とHR図から絶対等級を求め、それと実視等級から距離を求める分光視差法での結果はしばしば視差で表されるが、視差を測定しているわけではない。

## 視差による問題
太陽系の天体を探す場合は、地心視差を補正した座標を探す必要がある。ただし、年周視差はきわめて微小なので、太陽系外の天体について年周視差を考慮する必要はほとんどない。
プラネタリウムでは、投影機と客席との視差により、投影機から遠い席では、映像が歪む。
二眼カメラやコンパクトカメラでは、ファインダーと対物レンズとの視差により、見えた像と写る像が異なる。一眼レフカメラではこの問題は生じない。

## 画廊
視差を分かりやすく図解した図を下記にて記す。参照されたし。

視差一覧表
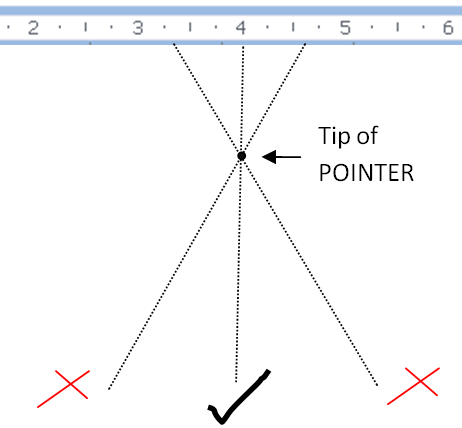
視差を防ぐために対象物と垂直（水平）に見るべきであることを示す説明図。
青い点を地球、赤い点を観察対象物とした場合の視差を表現した3次元図。
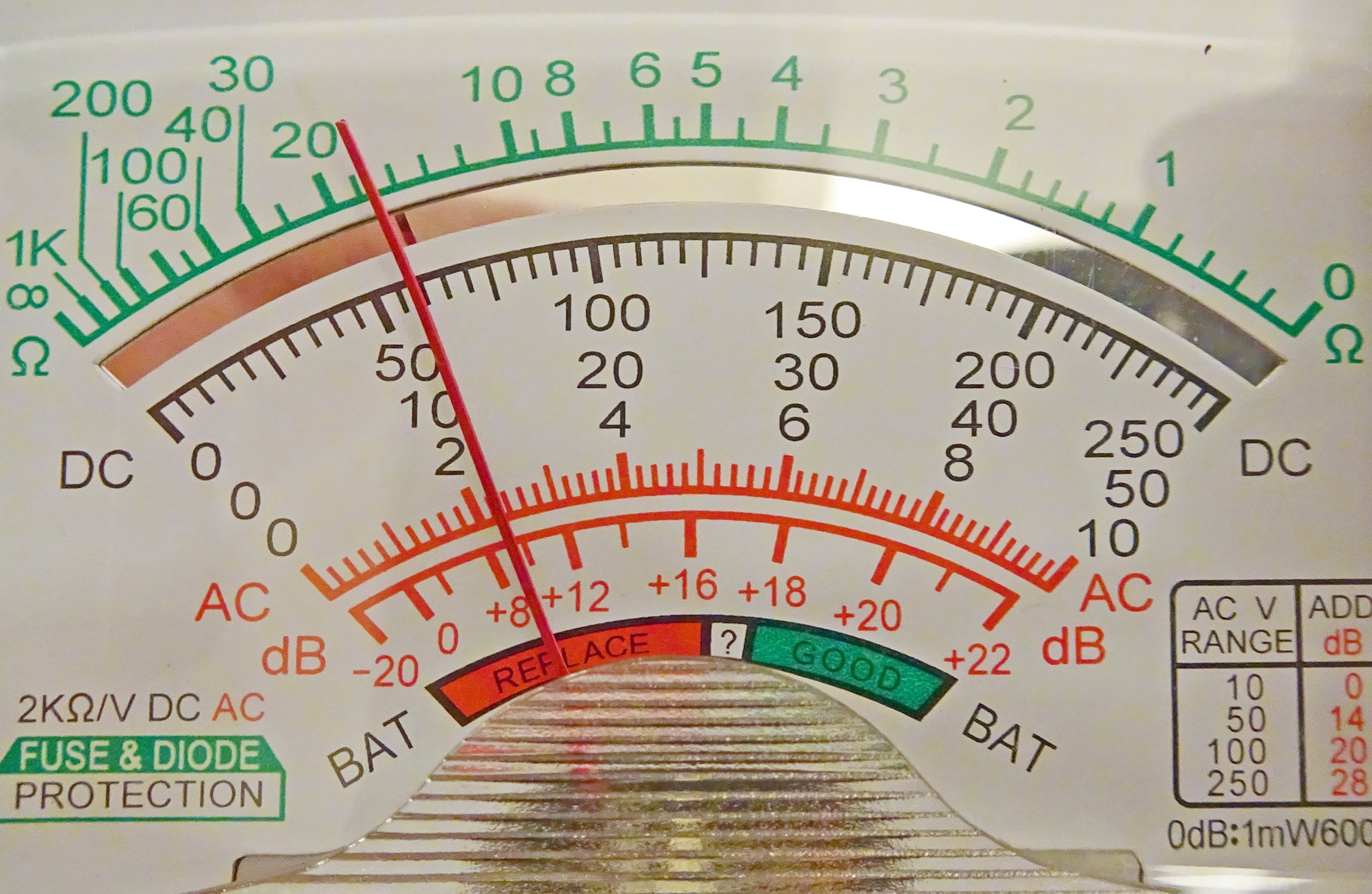
視差を防ぐためにこのメーターはメーターに対し水平になるように見なければならない。